# Symphonie no 3 de Schubert
Pour les articles homonymes, voir Symphonie no 3.
La Symphonie no 3 en ré majeur, D. 200 est une œuvre de Franz Schubert, composée entre mai et juin 1815, à l'âge de 18 ans.
Cette année fut particulièrement fertile pour le musicien : il compose plus d'une centaine de Lieder dont le Erlkönig. Elle est postérieure de quelques mois à sa seconde symphonie.
La création de l'œuvre a été très tardive puisqu'il fallut attendre le 19 février 1881 à Londres pour écouter la symphonie dans son intégralité. Il est probable qu'elle a été jouée à titre privé au cours des Schubertiades, réunion d'amis musiciens autour du compositeur.

## Structure
L'œuvre comprend quatre mouvements et son exécution demande environ 25 minutes.
1. Adagio maestoso — Allegro con brio
2. Allegretto
3. Menuetto. Vivace
4. Presto vivace